# Johannes Lau (Politiker, 1877)
Johannes Nepomuk Lau (* 22. März 1877 in Merzdorf; † 10. Juli 1960 in Heberlings, Gemeinde Durach) war ein deutscher Politiker (DZP, BVP, CSU), Mitglied des Bayerischen Landtags und Landrat.

## Leben
Lau besuchte die Volksschule in Grünenbach, das humanistische Gymnasium in Dillingen und die Oberfeuerwerkerschule in München. Seinen Militärdienst leistete er bei der Artillerie ab. Von 1907 bis 1909 war er Assistent des Oberbayerischen Christlichen Bauernvereins. Danach wurde er ins Beamtenverhältnis berufen und war nunmehr für die Kaiserliche Marine bzw. Reichsmarine tätig. 1921 kehrte er nach Bayern zurück und übernahm die Position des Sekretärs, später des stellvertretenden Direktors des Schwäbischen Christlichen Bauernvereins, bis dieser 1933 aufgelöst wurde. Mit Beginn des Zweiten Weltkriegs wurde Lau, der bis dahin ohne Beschäftigung blieb, in die Gemeindekanzlei in Durach dienstverpflichtet.

## Politik
Lau schloss sich zunächst der Deutschen Zentrumspartei an und kandidierte 1919 bei der Wahl zur Deutschen Nationalversammlung als Kandidat in Schleswig-Holstein. Nach seiner Übersiedlung nach Bayern wechselte er 1921 zur BVP und kandidierte in Kempten für den Landtag, wiederum erfolglos.
1945 wurde Lau zum Bürgermeister der Gemeinde Durach ernannt, in deren Gemeindekanzlei er bereits tätig war. 1946 trat er in die CSU ein. Im selben Jahr erfolgte die Ernennung zum Landrat des Landkreises Kempten. Ebenfalls 1946 gehörte er der Verfassunggebenden Landesversammlung an, bei der Landtagswahl gelang ihm der Einzug in den Landtag, dem er eine Wahlperiode lang bis 1950 angehörte. 1952 schied er aus dem Amt des Landrats aus.